# راجر شالیس
راجر شالیس (انگلیسی: Roger Challis؛ زادهٔ ۱ ژانویهٔ ۱۹۴۳) بازیکن فوتبال است.